# سمولفيل (الموسم 1)
سمولفيل مسلسل تلفزيوني أمريكي من تأليف ألفرد كوخ وميلز ميلر، بدأ عرضه في 16 أكتوبر 2001 على شبكة The WB. تروي السلسلة أحداث الفتى الشاب كلارك كنت في محاولته للتكيف مع قدراته الخارقة المتطورة في القرية الخيالية سمولفيل في كانساس قبل أن تصبح الشخصية المعروفة عالميا سوبرمان. ويتألف الموسم الأول من 21 حلقة وانتهى بثه الأول في 21 مايو 2002. أعضاء طاقم تمثيل الموسم واحد هم توم ويلينغ، مايكل روزنباوم، كريستين كريوك، أنيت أوتول، جون شنايدر، وسام جونز الثالث، أليسون ماك، واريك جونسون.
ترتكز قصة هذا الموسم على مارثا وجوناثان كينت (أوتول وشنايدر) في محاولتهم لمساعدة ابنهم بالتبني كلارك في التعامل مع أصوله الغريبه والسيطرة على قدراته الغير بشرية المتطورة. يجب على كلارك أن يتعامل مع الأفراد المصابين بالنيزك والذين بدأوا بالظهور في سمولفيل، وحبه لانا لانغ (Kreuk)، وعدم قدرته على كشف قدراته أو أصوله إلى اثنين من أفضل أصدقائه، بيت روس (جونز III) وكلو سوليفان (ماك). بعد انقاذه لحياة ليكس، يبدأ كلارك بإنشاء صداقة مع ليكس لوثر (روزنباوم). يركز أيضا الموسم على محاولة ليكس للتأكيد على استقلاليته وتحرره من والده ليونيل لوثر (جون جلوفر).
تم تصوير الحلقات أولا في فانكوفر وجرى العمل في مرحلة ما بعد الإنتاج في ولاية لوس انجليس. قام كلا من غوف وميلر بمساعدة موظفي كتابة مع تطور القصة من أسبوع إلى أسبوع. سيطرت أحداث قصة «شرير الاسبوع» على الأسبوع الأول. أجبرت «جداول التصوير المحدودة» الممثليين الضيوف على أداء الأعمال الجسدية المثيرة والممثليين المنتظمين كانوا أكثر من مستعدين للقيام بعمل الحركات المثيرة. أصبحت ميزانية الحلقة منتظمة بدقة في نهاية الأمر. تخطت الحلقة الافتتاحية نسبة المشاهدة لأول مرة على قناة WB وترشحت للعديد من الجوائز. على الرغم من أن أحداث قصة شرير الأسبوع أصبحت مصدر قلق بالنسبة للمنتجين، فإن الاستقبال النقدي كان إيجابيا، ولوحظ أن السلسة لها بداية واعدة. تم إصدار الموسم الأول على أقراص دى في دى DVD في 23 سبتمبر 2003، وتتضمنت مميزات خاصة ارتكزت على الحلقات الفردية والسلسلة ككل. كما تم إصداره على وسائل الإعلام المنزلية في المنطقة الثانية والرابعة في الأسواق الدولية.

## الحلقات
{{قائمة حلقات/قائمة فرعية|List of Smallville episodes 
| الرقم في المسلسل | الرقم في الموسم | عنوان الحلقة        | المخرج                            | الكاتب                                                             | تاريخ العرض    | عدد المشاهدين (مليون) |     |
| ---------------- | --------------- | ------------------- | --------------------------------- | ------------------------------------------------------------------ | -------------- | --------------------- | --- |
| 1                | 1               | «الحلقة الافتتاحية» | ديفيد نتر                         | ألفرد غوغ & مايلز ميلر                                             | 16 أكتوبر 2001 | 8.4                   | 8.4 |
| 2                | 2               | «التحول»            | Michael Watkins & Philip Sgriccia | Alfred Gough & Miles Millar                                        | 24 أكتوبر 2001 | 7.3                   | 7.3 |
| 3                | 3               | «المتهور»           | Greg Beeman                       | Greg Walker                                                        | 31 أكتوبر 2001 | 6.0                   | 6.0 |
| 4                | 4               | «اكس-راي»           | جيمس فراولي                       | Mark Verheiden                                                     | 7 نوفمبر 2001  | 6.6                   | 6.6 |
| 5                | 5               | «رائع»              | James A. Contner                  | ميخائيل غرين (كاتب أمريكي)                                         | 14 نوفمبر 2001 | 5.9                   | 5.9 |
| 6                | 6               | «الساعة الرملية»    | Chris Long                        | دوريس إغان                                                         | 21 نوفمبر 2001 | 6.4                   | 6.4 |
| 7                | 7               | «الرغبة»            | Philip Sgriccia                   | Michael Green                                                      | 28 نوفمبر 2001 | 7.4                   | 7.4 |
| 8                | 8               | «الاهتزاز»          | Michael Watkins                   | شيريي بينيت & Jeff Gottesfeld                                      | 11 ديسمبر 2001 | 5.8                   | 5.8 |
| 9                | 9               | «المحتال»           | ديفيد كارسون                      | Mark Verheiden                                                     | 15 يناير 2002  | 5.8                   | 5.8 |
| 10               | 10              | «وميض»              | د. ج. كاروسو                      | Mark Verheiden & Michael Green                                     | 29 يناير 2002  | 7.0                   | 7.0 |
| 11               | 11              | «عناق»              | Chris Long                        | Doris Egan                                                         | 5 فبراير 2002  | 6.4                   | 6.4 |
| 12               | 12              | «الطفيلى»           | Greg Beeman                       | Timothy Schlattmann                                                | 12 فبراير 2002 | 6.1                   | 6.1 |
| 13               | 13              | «الحركة»            | Robert Singer                     | Philip Levens                                                      | 26 فبراير 2002 | 6.2                   | 6.2 |
| 14               | 14              | «صفر»               | Michael Katleman                  | Teleplay by: Mark Verheiden Story by: Alfred Gough & Miles Millar  | 12 مارس 2002   | 6.9                   | 6.9 |
| 15               | 15              | «نيقوديموس»         | جيمس مارشال                       | Teleplay by: Michael Green Story by: Greg Walker                   | 19 مارس 2002   | 6.7                   | 6.7 |
| 16               | 16              | «الضائع»            | Paul Shapiro                      | Philip Levens                                                      | 16 أبريل 2002  | 6.0                   | 6.0 |
| 17               | 17              | «الحاصد»            | Terrence O'Hara                   | Cameron Litvack                                                    | 23 أبريل 2002  | 5.5                   | 5.5 |
| 18               | 18              | «النحل»             | Michael Katleman                  | Michael Green & Philip Levens                                      | 30 أبريل 2002  | 5.7                   | 5.7 |
| 19               | 19              | «الافتتان»          | James Marshall                    | Philip Levens & Alfred Gough & Miles Millar                        | 7 مايو 2002    | 6.4                   | 6.4 |
| 20               | 20              | «معتم»              | Terrence O'Hara                   | Teleplay by: Mark Verheiden & Michael Green Story by : Greg Walker | 14 مايو 2002   | 6.1                   | 6.1 |
| 21               | 21              | «العاصفة»           | Greg Beeman                       | Teleplay by: Alfred Gough & Miles Millar Story by: Philip Levens   | 21 مايو 2002   | 6.0                   | 6.0 |

## الإنتاج

### كتابة النص
تم تأسيس القواعد الاساسية لتطوير القصة منذ البداية. جزء من الكلام التسويقى، «لا رحلات جوية، لا ملابس ضيقة» ألزمت كلارك على عدم ارتداء زى سوبرمان، و لن يتمكن من الطيران. بعد إجراء المناقشة المبدئية من أحداث القصة المحتملة، ألزمت القاعدة الثانية كلارك أنه لن يتمكن قتل اى شخص بصورة مباشرة. هذا تسبب في احداث معضلة حيث أنه يجب على كلارك هزيمة «الأشرار» من أسبوع لآخر. تم طرح حل في الحلقات الاحقة وذلك بادخال مصحة بيلا ريف (بيل ريف هو السجن الاتحادي للبشر الخارقيين و الاشرار المهميين في القصص المصورة).
بعد وضع القواعد الأساسية، تصور غوف وميلر الافكار التي  سهلت تطور القصة من أسبوع إلى أسبوع. على سبيل المثال، تم توسيع دور الكريبتونيت ليشمل زيادة خطايا الخصم: بدلا من خلق وحوش جسدية، فإن التعرض للكريبتونيت سوف يزيد من شياطين شخصيتهم. هذا لم يتم تطبيقه حرفيا في «الحلقة الافتتاحية» و حلقة «التحول»  كما كان في حلقات الاحقة. في حلقة «رائع»، [أصبح]  الفتى الرائع حرفيا باردا، وبحاجة إلى حرارة جسم الإنسان ليبقى على قيد الحياة. بعد عدة حلقات، وضع الكتاب قصة من شأنهاأن تساعد في ترسيخ العرض كأكثر من مجرد «شرير الاسبوع». أصبحت الحلقة التاسعة («المارقة»)، والذي استغرقت وقتا أطول من المعتاد للإعداد وذلك بسبب الاختلاف عنالصيغة القياسيه أولى حلقاتهم من «قصة الجريمة حقيقية»، وأثبتت أن سمولفيل يمكن أن يضم أكثر من الاشرار المدعومين بالطاقة.
كانت حلقة «ماذا لو» مفهوم أخر لميلر- غوف استخدم لانتاج أحداث قصة الموسم الأول. تثير هذه الحلقات أسئلة أساسية حول كلارك. تتطور الحلقات من أسئلة أساسية، و يشمل ذلك: «ماذا إذا كان شخص ما معجبا بلانا، و تصرف وفقا لمشاعره». «ماذا إذا عرف شخص ما سر كلارك» . «ماذا إذا امتلك شخص اخر قوة كلارك؟». تطورت هذه الاسئلة الثلاثة خلال الحلقات «المسخ»، «المارقة»، و «علقة»، على التوالي. أجابت الحلقة السادسة عشر «الضالة» سؤال «ماذا لو تبنى كلارك الوالدين الخطأ و استغلت قوته؟» أدرك Mark Verheiden مخرج حلقة «اكس - راى» وبقية طاقم العمل أن تباين و عدم ترابط أحداث القصة لم يكن الطريقة الأفضل لانشاء سموليفل. يؤمن Verheiden أن حلقة «اكس-راى» تعد أول حلقة تمكنت من جمع كل جوانب القصة معا بحيث تؤثر على شخصيات أخرى غير كلارك ولانا.
تعد حلقة «الساعة الرملية» من أولى القصص التي باعها ميلر و غوف للشبكة ( في ذلك الوقت كان يشار إليها باسم «كاساندرا»). تعد حلقة «الساعة الرملية» أولى الحلقات التي تمثل قصتين مختلفتين: السفاح الحاقد و صاحب الرؤية الثانية كاساندرا. أجبرت أحداث القصتيين المهمتين الكتاب على قضاء المزيد من الوقت لتطوير الحلقة. تطورت رؤية كاساندرا العميقة (كما كان يشار اليها في النص) لمستقبل ليكس إلى لوحة قصصية ملونه لتوضيح أفضل لصناع سينما «المطر الدموى» كما هو موضح في النص.
عندما يكون صناع السنيما غير راضيين عن المسودات الاولية للحلقات، خاصة مع تطور الشخصيات، فانهم يقوموا باعادة كتابة الاحداث، أو إضافة مشاهد لاعادة تأسيس الرؤية الاصلية.  قصد من شخصية إيرل جنكينز  (توني تود) ان يكون شريرا عاطفيا، وقد ظهر «غير محبوب تماما» في المسودة الاصلية لحلقة «غضب شديد». لقد عانت الشخصية من التعرض المفرط للكريبتونيت، مما تسبب إلى نوبات هائلة. إذا حدث و قام جينكيز باتشبّث باى شخص، فسوف يرتعشوا حتى الموت. في الاصل، ظهرت الشخصية أول مرة تقرع على باب لوثركورب و يقتل  أحد حراس الأمن أثناء إحدى نوباته. لاظهار جانب ملائم أكثر للجمهور، تم إضافة المشهد الذي يزور فيه ايرل الطفل الرضيع لاظهار أنه «مهووس هائج». حدثت إعادة كتابة بعض الشخصيات بشكل مماثل مثل ما حدث مع شخصيات  ريان جيمس (ريان كيلي) في «الضالة» و تايلر راندال  (Reynaldo Rosales) في «الحصاد». في المسودة الاصلية ل«الضالة»، تطورت  قدرات راين التخاطرية بسبب تعرضه للكريبتونيت. للتأكيد على ان المسلسل لم يكن دائما حول الاشرار المصابون بالكريبتونيت، جرت مراجعة القصة لاظهار ان قدرات راين كانت موجودة منذ ولادته. أعربت الشبكة عن عدم رضائها من كون راين قاتلا، لذلك تم إعادة كتابة الشخصية ليكون «ولد رائع». تشاركت شخصية تايلر راندال قضية إيرل جنكينز: و لكنه لم يكن متعاطفا بما فيه الكفاية في عيون المخرجين ؛ فقد تعمد سجينا هاربا، فقد تمت إعادة كتابة شخصيته ليصبح «الرجل اللطيف الأكثر دموية في العالم».

### التصوير السينمائي
بدأ الإنتاج في فانكوفر، كولومبيا البريطانية، كندا، وذلك لأن المبتكرين كانوا يبحثون عن «مناظر أمريكا الوسطى الطبيعية»، وفانكوفر بديل جيد لكنساس. تم اعطاء ديفيد نتر، مخرج الحلقة الافتتاحية، ستة عشر يوما من أجل وحدة التصوير الرئيسية، و هذا ضعف الإطار الزمنى العادى. على الرغم من الجدول الزمنى الممتد، فإنه لا يزال فترة قصيرة من الزمن، وقد قام بتصوير الحلقة الافتتاحيية بواسطة اللوحة القصصية التي ابتكرها أدريان فان فيرسين.
طور ميلر معظم الشكل النهائى لسموليفل مع فكرة ان سموليفل يجب ان تكون نسخة مصغرة «سمولتون، الولايات المتحدة الأمريكية». تطلب تصميم ميلر مبانى موجودة التي سوف يتم دهنها، بنايتها، وتشكيلها. مزرعة كينت هي منزل عائلة Andalini، و كانت تستخدم حظيرنهم لتصوير الحلقة الافتتاحية قبل ان يتم بناء حظيرة جديدة. كانت الحظيرة الجديدة واحدة من أهم الاضافات الرئيسية لمجموعات حلقة «مسخ». بنى المنتج المصمم دوغ هيغنز و فريق عمله حظيرة مكونة من ثلاثة طوابق و تعمل بشكل كامل لمزرعة كينت على محول عازل للصوت في برنابي. بالنسبة للحلقة الافتتاحية، بنى طاقم العمل دور علوى فقط، مع مجموعة من السلالم المؤدية إليه، بداخل الحظيرة القائمة على ملكية Andalini. للتشابه مع حظيرة Andalini بأكبر قدر ممكن، جعل هيغنز طاقمه يحدد موقع خشب عمره مائة سنة ليتطابق مع شكل حظيرة Andalini. تطلبت عدة مشاهد من حلقة «الساعة الرملية» أن يتم تصريرها في البيت الابيض. بدلا من بناء خاض بموقع تصويرهم، اتصل منتج سموليفل بجون ويلز، منتج المسلسل التلفزيوني الدرامي السياسي الجناح الغربي، وحصل على اذن باستخدام موقع تصوير الجناح الغربى لتصوير رؤية مستقبل ليكس.
عندما لا يقوم طاقم العمل بتصوير سموليفل في مواقع التصوير التي تم انشائها، أو على خشبة المسرح الصوتى، فكانوا يصورون في مواقع فانكوفر المحيطة. أثناء تصوير حلقة «المسخ»، تمتلك فانكوفر سوق للمزارعين، و ذلك أثبت فائدته لطاقم عمل سموليفل، حيث تطلبت حلقة «المسخ» أن تعقد أحداث مماثلة في الحلقة. كان السوق على وشك الانتهاء، و لذلك قام المخرجين بتصوير مشاهد بزوايا واسعة المدى على قدر استطاعتهم في ذلك الوقت، وقاموا بتصوير محادثة عن قرب دارت بين ويتنى و كلارك في مزرعة Andalini، وذلك بعد أسابيع من التصوير الأول للسوق. تشمل مواقع التصوير الأخرى معرض المحيط الهادى الوطنى بفانكوفر و ملعب سوانغارد ببرنابي. قدم معرض المحيط الهادى الوطنى صومعة تخزين لتصوير مشهد في حلقة «الساعة الرملية» و التي تضمنت مهاجمة هارى بوليستون (إريك كريستيان أولسن) لمارثا كينت (O'Toole) في صومع كينت للذرة. غريغ بيمن، مخرج حلقة «المتهور»، و الذي عمل سابقا مع مع غوف وميلر في مسلسل «لاس فيغاس ستريب» و مسلسل «حكم عرفي»، استخدم ملعب سوانغارد، كبديل لملعب ثانوية سموليفل، للمشهد الافتتاحي لكرة القدم التي حدث ليلا.
عندما تأخر التصوير عن موعده، جاء مخرج اخر لمساعدة مخرج الوحدة الرئيسية لإنهاء الحلقة. ساعد جريج بيمن المخرج كريس لونج في «الرؤيتين العميقتين للمستقبل» التي ظهرت في حلقة «الساعة الرملية». كانت حلقة «غضب شديد» بها تغيرات كثيرة لدرجة أن جدولها الأول باعتبارها الحلقة الثانية من الموسم تم تأخيره إلى المرتبة الثامنة. مع انتهاء وقت تصوير حلقة «غضب شديد»، عمل المخرجين الثلاثة: جريج بيمن، فيل سکریجيا، ومايكل واتكينز؛ ومع ذلك، أخذ واتكينز تقدير إخراج الحلقة له فقط.

### التأثيرات
يعتمد جزء كبير من سلسلة سموليفل على التأثيرات التي يستحضرها، سواء كانت تأثيرات رقمية، مادية، أو مستحضرات تجميل خاصة. حيث تتطور التأثيرات التي يتم تصويرها، وهي جزء من عمل مرحلة ما بعد الإنتاج، وتضاف إلى لوس انجلوس. تعاقد ديفيد نتر مع شركة توماس للمؤثرات الخاصة لانشاء حقول ذرة رقمية للحلقة الافتتاحية. وذلك بعد محاولته لزراعة عشرة آلاف من قصبات الذرة في البيوت الزجاجية، والتي نمت فقط قدمين، اضطر نوتر الاعتماد بشكل أساسي على الذرة الرقمية. تم نقل الذرة المزيفة من ولاية أريزونا. ابتكر بيل ميلر ، مشرف CGI، فراشات رقمية لتصوير مشهد في غرفة لانا، و لجميع الحشرات التي جمعها جريج أركين (تشاد دونيلا) في حلقة «المسخ». كان لابد من ان تكون حشرات جريج رقمية، وذلك لان تدرج اللون الاخضر سوف يوضح اشعاعات الكريبتونيت في الحشرات. بعد المقدمة الافتتاحية، والتي تعرض وجهة نظر شخص ما، والذي تبين لاحقا انه كلارك، يسترق كلارك النظر لغرفة لانا من خلال نافذتها المفتوحة والتي  كانت مصممة رقميا. تم انجاز التأثير بواسطة سلاسل الصور المأخوذة من المواد الأرشيفية، وعازل الصوت، وتصوير مولد بالحاسوب. تم تصوير لقطات الفيديو من طائرة هليكوبتر، حيث حلقت فوق العديد من المزارع أثناء النهار، واستخدمت من وجهة نظر صيغة المتكلم.كان يتم تغيرها من النهار إلى الليل، وتم ابتكار منزل CGI في الحقل الفارغ. تم بناء غرفة لانا على عازل للصوت، و تم استخدام CGI لخلق وهم شخص ما يسافر من نافذتها المفتوحة و يقف فوق سريرها.
من تأثيرات الكريبتونيت هو تسمم كلارك، «توقيت كلارك»، و ظهور الكريبتونيت بالقرب من كلارك بحاجة إلى التوضيح بطريقة يفهم بها المشاهدين إذا كانوا معتادين بها على الشخصية ام  لا. فبعد القيام ببعض الأبحاث،  علم غوف و ميلر أن الجمهور النسائى لم يكن على دراية بماذا حدث عندما تعرض كلارك للكريبتونيت. بداية، في حلقة «المسخ»  كلما تعرض كلارك إلى كريبتونيت، فإن عروقه ترتفع وتتحول إلى  اللون الاخضر لتوضيح التغيرات التي تحدث .يتم تصوير يد كلارك عن قرب في هذه المشاهد، ويتم إنشاؤها جميعا بواسطة الرسوم المتحركة الرقمية. طور غوف و ميلر فكرة ان الكريبتونيت يتوهج فقط عندما يتواجد كلارك حوله، على أساس ان الهدف من ذلك هو إثبات ان الكريبتونيت يستنزف قوة كلارك. أنشئت  فكرة «توقيت كلارك»، وهي نفسها نفس فكرة  bullet time، لان التجسيدات السابقة لم تفسر صورة العالم بالنسبة لكلارك عندما يستخدم قواه. أول مثال تم فيه استخدام «توقيت كلارك» كان في مشهد «المسخ» عندما هاجم جريج أركين كلارك وجوناثان في الحظيرة. تم الإطاحة بجوناثان على درابزين و وقع امام بعض المعدات الزراعية الخطيرة. تسبب التأثير بتباطأ الوقت لكل شئ ماعدا كلارك، حيث يمكنه التحرك في وتيرة طبيعية. عندما بحث كلارك القوة المنبعثة من رؤية الاشعة السينية، أراد غوف و ميلر أن يكونوا قادرين على رؤية الهياكل و العظام، على عكس التجسيدات السابقة التي عوملت مثل  «رؤية ما وراء». وقد ساعدتهم التطورات الحديثة في التصوير بالكمبيوتر على إنجاز هذه المهمة.
تكاليف المؤثرات الرقمية لكل حلقة زادت من أعباء الميزانية. ففى حلقة «الوميض»، بيل ميلر، المشرف على المؤثرات الخاصة، خطط لابتكار غروب شمس اصطناعى للمشهد الختامى الذي شارك فية كلارك ولانا.  ومن المفترض أن يدوم تصوير المؤثرات لبضع ثوانى فقط. قرر جيمس مارشال، مخرج الوحدة الثانية للحلقة، تصوير المشهد كله حيث تظهر أكتاف كلارك ولانا فقط، وهم يشاهدون غروب الشمس. تطلب  مشهد غروب الشمس التصوير على خلفيتين ذات لون أخضر، ولكن عندما انتهى مارشال كان قد قام بتصوير سبعة عشر خلفية خضراء. المشاهد السبعة عشر، التي أنتجت غروب الشمس الاصطناعى، تكلفت $50,000 لانتاجها. في المقابل، ميزانية المؤثرات كلها كلفت ما بين  65،000 $ و 100،000 $.
أصبح الإفراط في الإنفاق من هذا القبيل حدثا عاديا في موقع تصوير سموليفل. وصل الافراط في الانفاق إلى نهايته في حلقة «الحركي»، حيث قرر الاستوديو أن يكون أكثر تشددا. بسبب أن الميزانية أصبحت تحت تعليمات أكثر صرامة، أجبر المخرجين على حذف بعض المشاهد من حلقة «الحركى»، وهي حلقة كانت كبش فداء للسيناريوهات قليلة الميزانية. واحدة من المشاهد التي حذفت شملت أحد اللصوص يحاول المرور من حائط جدار آمن، حيث تحول إلى مدخل الذي  تمر منه البضائع. عندما كانت المؤثرات الرقمية ليست خيارا مطروحا، استمر Mike Walls في محاولة تقديم مؤاثرات كبيرة، حيث كانت حلقة «المستنزف» هي بداية عمله مع سموليفل. على سبيل المثال، استخدم والز 75 سيارة لمشهد الاكشن الاخير من حلقة «الحركى»، والتي تم تثبيتها بالاسلاك لحماية الممثلين. حاول منسق الحركات  Lauro Chartrand التأكد من ان الممثلين معتادين بقدر المستطاع على أداء مشاهد القتال، إلا إذا كانت مشاهد القتال بشكل خاص خطرة. أجبرت جداول التصوير السريع شارتراند على الاعتماد على ضيوف الشرف الذين يمكنهم أداء الأعمال المثيرة الخاصة بهم، وذلك بسبب ضيق الوقت في العثور على «بديل جيد» للممثل.
لم تكن المؤثرات الجسدية مشكلة للممثلين الدائمين. قامت Allison Mack بأداء حركاتها بنفسها في مشهد في حلقة «المتهور» حينما احترق مكتب شخصيتها،  و مجددا في حلقة «الحركى»، عندما كانت مقيدة ومتدلية من مسافة 50 قدم (15 م) من فوق سطح الأرض. في حلقة «نيقوديموس»، تلقى منسق الحركات ضعف المساعدة. وكان من المتوقع أن تذهب Kristin Kreuk إلى الدرجة العاشرة من برج المياه في مشهد حيث يتطلب أن تقوم شخصيتها بالتسلق إلى الاعلى وتسقط. بينما يستمر التصوير، تسلقت  Kreuk إلى الاعلى، لذلك قام طاقم العمل بتثبيتها وقاموا بخفضها مسافة 40 قدم (12 م) إلى الأسفل. أدت خبرة John Schneider من مسلسل " The Dukes of Hazzard" لأداء حركة القيادة لشخصيته. تطلب المشهد من Schneider بأن تنزلق شاحنته إلى أحد الاركان، بينما يصيح على المارة على الرصيف. المشهد السابق كانت النافذة فيه مغلقة، لذلك ارتجل Schneider وقام بفتح باب السائق بينما كان ينزلق مسافة  90 ° إلى أحد الأركان.

## الاستقبال الجماهيري
حطمت الحلقة الافتتاحية للسلسة سجل قناة The WB للارقام القياسية لأول مرة إلى ما يُقارب 8.4 مليون مشاهد. فبعد بث الحلقتين الأوليتين،  بلغ عدد المشاهدين إلى ما يقارب 7.8 مليون مشاهد،  وقـدمـت قناة The WB طـلبـاً لموسم كامل يتكون من 21 حلقة. وصل معدل المشاهدة في الموسم الأول إلى ما يُقارب 5.9 اسبوعيا، ووُضع في المرتبة 115 من تصنيف نيلسن إلى جانب فوتثرما، و برنامج إلين ، وستار تريك: المؤسسة. اخُتيرت الحلقة الافتتاحية و حلقة  «العاصفة» ضمن أفضل 50 حلقة في موقع  The Futon Critic في عام 2001 و 2002، على التوالي. كانت الحلقة الافتتاحية في المرتبة 31،  في حين أن حلقة «العاصفة» في المرتبة 15.
تلقى الموسم الأول العديد من التقييمات كانت أغلبها ايجابية. جيريمي كونراد على موقع آي جي إن، والذي كان في البداية ضد فكرة «إعادة تصور» أسطورة سوبرمان،أعطى الموسم الأول تقييم 7/10. بعد تقييم الموسم كله، قال كونراد عن الموسم الأول لسموليفل بأنه «بداية قوية لما يتوقع أن يكون مسلسل تلفزيونى عظيم عن سوبرمان». اعتقد بروس فريتس، صحفى مجلة انترتينمنت ويكلي، بأن السلسة ربما تظهر بمظهر «مبتذل» من أول وهلة، و لكنها في الحقيقة تُظهر «براعة تدمر أساطير الكتب الهزلية». صرح  كلينت موريس، مؤسس موقع Moviehole.net، أن السلسة «مازالت تقف على قدميها في الموسم الأول».  على الرغم من أنه أثنى على التمثيل، مشيرا على وجه التحديد لدور مايكل رويزنباوم «الذي يؤدي شخصية ليكس لوثر المحبوبة بدرجة كبيرة». أشاد النجم المستقل  Rob Hedelt بالممثلين وكذلك قارن بين تجسيد ويلينج للفتى المراهق كلارك كينت و تجسيد كريستوفر ريف في الأفلام. اعتبر هيدلت ان جون شنايدر وأنيت أوتول هما الاختيار الامثل لتأدية دوري جوناثان ومارثا كينت، ولكنه يري ان اليسون ماك وسام جونز الثالث ، شخصيات الهامة، أضعف جزء من طاقم التمثيل. القاضي بيون، وهو حاكم DVD، رأى أن بداية العلاقة بين  كلارك كينت و ليكس لوثر  كأصدقاء مقربين هو «مفهوم بارع»  جعل المسلسل يتخطي  "Dawson's Creek ". يري بيون ان الموسم الأول لديه «كتابة قوية و عروض ممتازة»، ولكن يتم اضعافه من قبل الهووس بقصة الاسبوع التي ابتليت بها الحلقات الأولى من الموسم. فالموسم يعمل بشكل أفضل عندما تتركز الحلقة على تطور الشخصية و ليس القوى الخارقة.

## روابط خارجية
- سمولفيل (الموسم 1) على موقع ميتاكريتيك (الإنجليزية)
- سمولفيل (الموسم 1) على موقع روتن توميتوز (الإنجليزية)